# Tommy Lucas
Thomas Lucas (St. Helens, 20 settembre 1895 – Aylesbury, 11 dicembre 1953) è stato un calciatore inglese, di ruolo difensore.

## Carriera

### Club
Ha sempre giocato nel campionato inglese, vestendo per tutta la carriera la maglia del Liverpool.

### Nazionale
Conta tre presenza con la Nazionale inglese, con cui ha esordito nel 1921.